# Kirchworbis
Kirchworbis é um município da Alemanha localizado no distrito de Eichsfeld, estado da Turíngia.  Pertence ao verwaltungsgemeinschaft de Eichsfeld-Wipperaue.

## Demografia
Evolução da população (em 31 de dezembro):
| - 1994 - 1.501 - 1995 - 1.522 - 1996 - 1.542 - 1997 - 1.531 | - 1998 - 1.533 - 1999 - 1.539 - 2000 - 1.512 - 2001 - 1.497 | - 2002 - 1.506 - 2003 - 1.499 - 2004 - 1.499 |

Fonte: Thüringer Landesamt für Statistik